# Фінал Кубка Іспанії з футболу 1946
Фінал Кубка Іспанії з футболу 1946 — футбольний матч, що відбувся 9 червня 1946 року. У ньому визначився 44-й переможець кубка Іспанії.

## Шлях до фіналу
| Реал         | Реал      | Реал                     | Раунд        | Валенсія   | Валенсія  | Валенсія                 |
| ------------ | --------- | ------------------------ | ------------ | ---------- | --------- | ------------------------ |
| Суперник     | Результат | Матчі                    |              | Суперник   | Результат | Матчі                    |
| Клуб Ферроль | 7–2       | 4–1 вдома; 3–1 на виїзді | Перший раунд | Реал Бетіс | 8–1       | 5–0 вдома; 3–1 на виїзді |
| Сеута        | 6–1       | 6–0 вдома; 0–1 на виїзді | 1/8 фіналу   | Сельта     | 9–0       | 2–0 на виїзді; 7–0 вдома |
| Алькояно     | 4–2       | 2–2 на виїзді; 2–0 вдома | 1/4 фіналу   | Гранада    | 4–2       | 4–1 вдома; 0–1 на виїзді |
| Реал Ов'єдо  | 4–1       | 1–0 на виїзді; 3–1 вдома | 1/2 фіналу   | Севілья    | 7–1       | 7–0 вдома; 0–1 на виїзді |

## Подробиці
| 9 червня 1946 |

| Реал Мадрид                   | 3:1      | Валенсія             |
| ----------------------------- | -------- | -------------------- |
| Барінага 107' Пруден 40', 52' | Протокол | Горостіса 81' (пен.) |

| Монжуїк, Барселона Глядачів: 60 000 Арбітр: Хосе Мартінес Іньїгес |

|  |  |

| В                |  | Хосе Баньйон            |
| З                |  | Пепе Корона             |
| З                |  | Клементе Фернандес      |
| ПЗ               |  | Феліш Уете              |
| ПЗ               |  | Хуан Антоніо Іпінья (к) |
| ПЗ               |  | Молейро                 |
| Н                |  | Ерменехільдо Елісес     |
| Н                |  | Назаріо Бельмар         |
| Н                |  | Пруден                  |
| Н                |  | Сабіно Барінага         |
| Н                |  | Антоніо Альсуа          |
| Тренер:          |  |                         |
| Хасінто Кінкосес |  |                         |

| В               |  | Ігнасіо Ейсагірре       |
| З               |  | Хуан Рамон Сантьяго (к) |
| З               |  | Альваро Перес Васкес    |
| ПЗ              |  | Сімон Лекуе             |
| ПЗ              |  | Карлос Ітурраспе        |
| ПЗ              |  | Хігініо Ортусар         |
| Н               |  | Гільєрмо Горостіса      |
| Н               |  | Сільвестре Ігоа         |
| Н               |  | Мундо                   |
| Н               |  | Вісенте Асенсі          |
| Н               |  | Епіфаніо Фернандес      |
| Тренер:         |  |                         |
| Едуардо Кубельс |  |                         |